# Rotten Roll Rex
Rotten Roll Rex ist ein deutsches Independent-Label mit Sitz in Klosterkumbd. Das 2006 durch Marco Kunz gegründete Label hat 31 Bands aus den Bereichen Grindcore und Death-Metal unter Vertrag. Bisher wurden über das Label 217 Alben veröffentlicht.

## Final Gate Records
Seit 2012 führt Kunz unter dem Namen Final Gate Records ein Sublabel. Unter diesem Namen vertritt Kunz aktuell 4 Bands aus den Genres Death-, Black- und Doom Metal. Final Gate Records verzeichnet bisher 42 Veröffentlichungen.

## Bands
- A Nail Through the Urethra
- Anonima Sequestri
- Anus Tumor
- Architect of Dissonance
- Bowel Eruption
- Brutal Sphincter
- Catastrophic Evolution
- Cryogenocide
- Cumbeast
- Debridement
- Depression
- Eastfrisian Terror
- Fleshless
- Goreputation
- Gutalax
- Kadaverficker
- Mastication of Brutality Uncontrolled
- Mike Litoris Complot
- Mucupurulent
- Plasma
- Queef Huffer
- Rectal Smegma
- Serrabulho
- Slaughter of the Innocents
- Slowly Rotten
- Southern Drinkstruction
- Spasm
- The Creatures from the Tomb
- Ultimo Mondo Cannibale
- Undying Lust for Cadaverous Molestation
- Vulgaroyal Bloodhill

## Frühere Bands
- 5 Stabbed 4 Corpses
- 666 Shades of Shit
- Anal Grind
- Asilent
- Blood
- Bösedeath
- Bowel Stew
- Bowelfuck
- Bradi Cerebri Ectomia
- By Brute Force
- Cannibe
- Cemetery Rapist
- Choked by Own Vomits
- Chordotomy
- Cliteater
- Cock and Ball Torture
- Cunt Grinder
- Dead
- Devangelic
- E.B.D.B.
- Endemicy
- Enema Shower
- Eximperituserqethhzebibšiptugakkathšulweliarzaxułum
- Fecalizer
- Gonorrhea Pussy
- Goregonzola
- Guineapig
- GUT
- Gutrectomy
- Guttural Slug
- Haemorrhage
- Hymen Holocaust
- Infestation
- Intestinal Disgorge
- Kraanium
- Matanza
- Mixomatosis
- No One Gets Out Alive
- Nothin' Suss
- Nuclear Vomit
- Nunwhore Commando 666
- Obscure Oath
- Paediatrician
- Paracoccidioidomicosisproctitissarcomucosis
- Pathology
- Pulmonary Fibrosis
- RazorRape
- Ritual of Flesh
- S.C.A.T.
- Shit Fucking Shit
- Sixpounder Teratoma
- Splatter Whore
- Stillbirth
- The Mung
- Tu Carne
- VHS
- Vulvulator
- Whore
- Zoebeast
- Zombieslut